# Desvío Kilómetro 95
Kilómetro 95 era un desvío ferroviario del Ferrocarril Central del Chubut que unía la costa norte de la Provincia del Chubut con la localidad de Las Plumas en el interior de dicha provincia.

## Toponimia

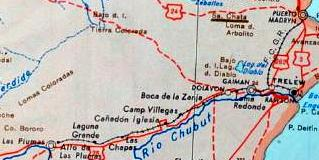
Mapa de los puntos más relevantes del ferrocarril en 1962. Es uno de los pocos registros que nombra a Km 95 como Loma Redonda.

Kilómetro 95 tomó su nombre del punto kilométrico donde se encontraba, el cual es el kilómetro 94,9 de la vía férrea desde Puerto Madryn. Esta cifra fue simplificada a 95 kilómetros para facilitar su uso en el lenguaje ferroviario. También, fue llamado Km 95 por muchos itinerarios. Por otro lado, de forma informal fue llamada parada de Waag, por estar la casa del ingeniero Waag en cercanías. Por último, un mapa de 1962 recoge la efímera denominación Loma Redonda; nombre que intentó imponerse por la cercanía a la localidad rural dispersa entre Gaiman y Dolavon.

## Funcionamiento
Un análisis de itinerarios de horarios de este ferrocarril a lo largo del tiempo demostró que este era un punto de baja importancia para el ferrocarril. Aunque estaba dentro del productivo valle inferior del río Chubut su valor no fue significativo. De este modo, el primer informe de horarios de 1915 se muestran dos líneas: de Madryn a Dolavon y  de Trelew a Dolavon. Las mismas tenían días y horarios independientes sin oportunidad de conexión programada en 5 de los 6 viajes del ferrocarril. Este informe describe dos tipos de trenes mixtos y de pasajeros. El primer viaje partía de Madryn a las 7hs con arribo a Gaiman a las 16:50 horas. El viaje de la línea de Trelew a Dolavon demoraba 10 horas. Sin embargo, en este informe no se hizo mención a este apeadero; quizás por no existir aun.
Un segundo informe del año 1928 comenzó a mostrar este punto en sus itinerarios. Al mismo tiempo se vio al ferrocarril completamente dividido en dos líneas. Desde Madryn partía la línea «Central del Chubut» con destino a Dolavon, previo paso por las intermedias. El viaje salía desde Madryn a las 8 con arribo a Km 95 a las 11:47, con una leve mejora de tiempo. En tanto, el tren tardaba en unir Gaiman con este apeadero  17 minutos y con Dolavon 18 minutos. 
La segunda era llamada «A Colonia 16 de Octubre». Aunque el tren no arribaba a dicha colonia, lo hacía en combinación con buses. Esta línea recorría el resto del tendido hasta Alto de Las Plumas. Sin embargo, el punto de salida era Rawson y no Madryn. El viaje iniciaba a las 9:25 y culminaba a las 18:57. El tren en esta línea aceleraba su paso y arribaba a Km 95 a las 11:24.
Un tercer informe de 1930 expuso unificadas las dos líneas anteriores y puso a Madryn como cabecera. El viaje de larga distancia se continuó haciendo a vapor. Este partía de estación Puerto Madryn a las 7:30 y arribaba a Las Plumas a las 19:35. Se vio como este punto perdió importancia volviéndose una parada opcional de los servicios ferroviarios solo si había pasajeros y cargas para este destino. De este modo, se dejó de informar el horario de arribo de los trenes a Km 95.
El cuarto informe de 1934 mostró el viaje principal de la línea que partía desde Madryn a las 8:30 los miércoles con arribo a Alto de las Plumas 20:15. En todos los viajes el trayecto a Km 95 le infería a los trenes 3:55 minutos. En tanto, la distancia para unirse con Dolavon era de 20 minutos y con Gaiman se requerían 25 minutos. Se volvió a informar el horario de arribo de las formaciones, pero su estatus de parada optativa no cambió.
El quinto informe de 1936 constató la mejoría en los tiempos de los viajes a vapor y la novedad de los coches motor. El viaje a Las Plumas iniciaba a las 8:45 y culminaba 19:30. La línea a Madryn - Dolavon optimizó su tiempo iniciando a las 8:45 y culminando a las 12:50. Este informe arrojó que se cambió a Gaiman como punta de riel en favor de Dolavon. En tanto los ferrobuses cubrieron la línea de Trelew a Dolavon en 1 hora. Gracias a ello Gaiman se cubrió el tramo con Trelew en 25 minutos y la distancia con el apeadero Km 95 en menos de 30 minutos. No obstante se repitió las condiciones de 1934 como parada opcional. 
El sexto informe del 1 de abril de 1938 expuso leves variaciones. El viaje principal partía los miércoles desde Madryn a Las Plumas a las 8:00 horas para arribar a las 19:30 horas. El tren alcanzaba Km 95 a las 12:30. Por otro lado, la línea Madryn-Dolavon fue ejecutada de 8 a 12:50 los lunes con trenes mixtos. Sin embargo, Trelew terminó reemplazando a Madryn como eje en los demás días. De este modo, el viaje Trelew - Dolavon se ejecutó en trenes mixtos los días martes de 11:25 a 12:50 y jueves de 17:40 a 19:00 en trenes mixtos. En tanto, los días lunes, martes, viernes y sábados el servicio se ejecutaba en ferrobuses de 17:40 a 18:40 con una mejoría de tiempos. Uno de los datos llamativos del itinerario es que solo describió a este desvío, Km 35 y a Km 161 como los únicos desvíos en toda la línea. Este hecho además de exponer una en clara omisión a todos los demás apeaderos y desvíos; clasificó a esos 3 puntos como los apeaderos más importantes para ese tiempo. No obstante, aun que los 3 eran paradas optativas de los servicios ferroviarios.
El itinerario de Ferrocarriles del Estado del 15 de diciembre de 1940. El itinerario mostró que Km 95 fue paso de casi todas las líneas del ferrocarril: en primer lugar el viaje principal partía los miércoles desde Madryn a Las Plumas a las 7:45 horas, paso por Km 95 12:25 y para arribo a las 19:30 horas a Las Plumas; mientras que el regreso se emprendía desde Las Plumas los jueves las 7:00, visita a Km 95 13:05 y llegada a Madryn a las 17:30. Por otro lado, la línea Puerto Madryn-Dolavon se realizó los lunes y sábados desde las 7:45, visitado 12:20 la parada y arribo a 12:40 a Dolavon. En tanto, se retornaba desde Dolavon a las 13:00, con visita a Km 95 a las 13:20 y llegada a Madryn a las 17:30 en el mismo día. Por último, la importancia de Trelew impuso que la estación sea eje de una línea a Dolavon. La misma partía en coche motor lunes, martes, jueves y viernes desde las 18:50, visitaba Km 95 a las 19:34 y arribaba a Dolavon 19:50. Por otra parte, el servicio se complementaba con trenes mixtos los domingos desde las 21:10, llegada a Km 95 21:54 con llegada a Dolavon a a las 22:10 y el sábado se partía desde las 18:50 y culminaba en Dolavon 20:10. En cuanto al funcionamiento de este punto, el documento notificó que Km 95 volvió a ser parada optativa de los servicios ferroviarios nuevamente y que no contaba con edificación de ningún tipo.
El informe de 1942 no brindó grandes variaciones con el de 1936. Sin embargo Km 95 retomó las visitas obligadas de los servicios ferroviarios. De este modo, el servicio partía desde Madryn a Las Plumas a las 8:00 horas para arribar a las 19:30 horas. El tren pasaba a las 12:30 por este apeadero. En tanto estaba, separada de Gaiman por 20 minutos y de Dolavon por 20 minutos. La línea Trelew - Dolavon se siguió completando en una hora. Partía de Trelew a las 17:40 pasando por este apeadero a las 18:24 para llegar con algo más de demora a Dolavon a las 18:40.
El itinerario de 1946 es uno de los más completos que abordó al ferrocarril. En el informe se comunicó la continuidad de existencia de la línea a Colonia 16 de octubre y la del Central del Chubut. El viaje partía siempre en trenes mixtos de cargas y pasajeros. El tren salía de Madryn a las 7:30, luego el viaje culminaba en Altos de Las Plumas a las 19:30. El tiempo de 12 horas de viaje se debió a que el mismo se hacía a vapor. Los servicios de trenes mixtos arribaban a este apeadero a las 12:10, estando separado de Dolavon por 40 minutos y de Gaiman por 20 minutos. Este viaje solo se hacía los miércoles. En tanto, el servicio al valle del Chubut partía de Madryn 7:30 los días lunes y sábado. Esta línea arribaba más rápido, siendo 11:20 el momento de llegada. Además, la línea podía terminar optativamente en Dolavon a 11:40 o en Boca de Zanja a las 12:30. Por último, se brindaba una línea a Trelew a Dolavon diaria con salida a las 20:30 y llegada a las  21:43. Los domingo se partía a las 21:35 y arribaba a las 22:43. En este itinerario el apeadero era una para optativa de todos los servicios ferroviarios. De este modo, los trenes solo se detenían solo si habían pasajeros y cargas destinados a este punto.
El mismo itinerario con fecha el 15 de diciembre de 1946 fue presentado por otra editorial y en el se hizo mención menos detallada de los servicios de pasajeros de este ferrocarril. El itinerario difirió principalmente en lo relacionado con varios puntos como estaciones y apeaderos que fueron colocados con otros nombres. Sin embargo, la diferencia más notable fue la ausencia de los desvíos vecinos Km 22, Km 50, Km 114 y Km 122. Solo se volvió a describir a este desvío, Km 35 y a Km 161 como los únicos desvíos en toda la línea. De esta forma, estos 3 puntos volvieron a ser los apeaderos más importantes para ese tiempo. A pesar de esto los 3 eran paradas optativas de los servicios ferroviarios. Por último, desde este informe de horarios no se volvió a referir a Boca de la Zanja como terminal optativa de la línea Central del Chubut. De este modo, Dolavon terminó siendo la única terminal de la línea.
El itinerario emitido el 10 de diciembre de 1948 describió el viaje de cargas por primera vez. Este viaje tenía paradas en todos los puntos hasta la punta de riel y la particularidad que iniciaba en Trelew los martes desde las 9 en forma condicional, pasando por Km 95 a las 10:05 y finalizando en Altos de Las Plumas a las 17:15; mientras que el  regreso se producía los viernes desde las 8:25 con paso por Km 95 a las 14:55 y arribo a Trelew a las 15:55. En cuanto al viaje completo, iniciaba en Madryn a los jueves desde las 7:40, pasando por Km 95 a las 11:37 y finalizando en Altos de las Plumas a las 18:20. El regreso se producía los viernes desde las 9:20, previo paso por Km 95 a las 15:23 y arribo a Madryn a las 19:20. Por otra parte, la línea Madryn - Dolavon se llevó a cabo con trenes mixtos los miércoles y sábados desde las 7:40, visitando Km 95 a las 11:37 y culminando a las 12 en Dolavon; mientras que el regreso se producía en los mismos días desde las 12:55 con arribo a Madryn a las 18:30. Por otro lado, la línea Trelew - Dolavon se realizó con trenes mixtos de lunes a sábados desde las 19:20, visita a este punto a las 20:12 y arribo a Dolavon a las 20:20 y el domingo de 20:40 a 21:50. En tanto, el viaje de vuelta se desarrollaba todos los días desde las 7:15 con arribo a Trelew a las 8:20. En cuanto al funcionamiento del apeadero, el documento clasificó a Km 95 como parada optativa en todos los servicios de pasajeros. Sin embargo, el apeadero fue punto de parada para el viaje de cargas.
Para el último informe de horarios de noviembre de 1955 se volvió a ver disociada a la estación Madryn del resto de las líneas. En este informe se comunicó que los servicios de pasajeros corrían desde las 10:30 de Trelew en trenes mixtos hacia Las Plumas con arribo a las 17:43. El apeadero Km 95 volvió a ser opcional para los servicios ferroviarios, continuando la situación de los años anteriores. El tren visitaba este apeadero a las 11:30. Por último la línea de Trelew a Dolavon salía a las 17:45 y culminaba a las 19:00 horas, previo paso por Km 95 a las 18:40.

## Características
Al funcionar como parada permitía el acceso de los viajeros a los trenes, aunque no se vendían pasajes ni contaba con una edificación que cumpliera las funciones de estación propiamente dicha. 
Existen tres fuentes que proporcionaron cual era la longitud de la vía auxiliar de este desvío: la primera es el itinerario de 1934 que arrojó 200 metros. Mientras que la segunda fue el itinerario de 1940 afirmó, junto con  una recopilación de datos del itinerario de 1945 e informes de la época de clausura del ferrocarril, que el desvío era también de 200 metros de longitud. Llamativamente, ambas referencias coincidieron; a pesar de siempre tener ambas fuentes datos disconcordantes en otros puntos del ferrocarril.Sin embargo la ùltima fuente clasifica a este punto como apeadero.
La parada, como otras más, se caracterizaba por servir a la población rural de las chacras. Precisamente, se ubicaba en cercanías de las zonas rurales de las localidades Glan Alaw, Bryn Crwn y de Bethesda. Por otro lado, es posible que Km 95; como Km 81, constara de un refugio de chapa. Los principales usuarios fueron los estudiantes que eran transportados hacia los establecimientos educativos de los centros urbanos que el ferrocarril recorría.
Esta línea de ferrocarril funcionó desde el 11 de noviembre de 1888 (siendo el primer ferrocarril de la Patagonia Argentina), hasta el año 1961 en que fue clausurado.